# Малый Валамаз
Малый Валамаз — деревня в Селтинском районе Удмуртской республики.

## География
Находится в западной части Удмуртии на расстоянии приблизительно 13 км на север по прямой от районного центра села Селты.

## История
Известна с 1873 года как починок Валамаз малой (Ахматинской) с 7 дворами. В 1905 году здесь учтено было 16 дворов, в 1924 — 18. Деревня с 1935 года. До 2021 года входила в состав Валамазского сельского поселения.

## Население
Постоянное население составляло 57 человек (1873 год), 95 (1905), 118 (1924, все русские), 73 человека в 2002 году (русские 86 %), 28 в 2012.